# Берг, Роберт Эдмундович
Ро́берт Э́дмундович Берг (3 декабря 1948 — 2 января 2015, Сарапул) — советский и российский государственный деятель, глава администрации Сарапула (1990—2001).

## Биография
Окончил Сарапульский механический техникум — автомеханик. Окончил Ижевский механический институт по специальности «инженер-механик». В 1984—1990 гг. — директор автотранспортного объединения.
С мая 1990 по март 2002 г. — глава Сарапула (председатель исполкома Сарапульского городского Совета народных депутатов, с 10 апреля 1994 г. — Глава самоуправления города Сарапула, совмещавший должности Главы Администрации г. Сарапула и Председателя Сарапульской городской Думы; с мая 1996 — Глава администрации города Сарапула; с 1998 — Глава самоуправления города Сарапула, Председатель Сарапульской городской Думы).
Депутат Государственного Совета Удмуртской Республики первого созыва (1995—2000).
Увлекался ретро-автомобилями.

### Семья
Жена — Зинаида Петровна Берг.
Дочери  — Екатерина Робертовна Берг и Елена Робертовна Берг

## Награды и признание
- Почётная грамота Удмуртской Республики (18.7.2001)[4]